# Exo Lakonia
Das Dorf Exo Lakonia (griechisch Έξω Λακώνια (n. pl.) auch Exo Lakkonia) befindet sich acht Kilometer westlich der ostkretischen Stadt Agios Nikolaos und bildet mit fünf Weilern die gleichnamige Ortschaft (Τοπική Κοινότητα Έξω Λακκωνίων) in der Gemeinde Agios Nikolaos.
Das Dorf liegt in einer Ebene, die von einer Hügelkette umschlossen ist und zählte 2011 144 Einwohner. Die gleichnamige Ortschaft besteht außerdem aus den Weilern Fioretzides (Φιορέτζηδες, 31 Einwohner), Marnelides (Μαρνέλληδες, 78 Einwohner), Vlachides (Βλάχηδες, 23 Einwohner), Karterides (Καρτέρηδες, 29 Einwohner) und Peponides (Πεπόνηδες, 7 Einwohner).
Obwohl Exo Lakonia nur acht Kilometer von Agios Nikolaos und dem Meer entfernt liegt, sucht man in Exo Lakonia Hotels oder Appartementhäuser vergeblich. Die Bevölkerung lebt weitgehend von der Landwirtschaft, insbesondere von der Bewirtschaftung der Olivenhaine. Fast alle Einwohner berichten von Nachkommen, die aus dem Dorf weggezogen sind. Entweder ins nahegelegene Agios Nikolaos, oder in eine der kretischen Universitätsstädte Iraklio oder Rethymnon. In Exo Lakonia spielt die Orthodoxe Kirche eine bedeutende Rolle. So gibt es in jedem der Weiler eigene Kirchen und Kapellen.